# Onychognathus albirostris
El estornino piquiblanco (Onychognathus albirostris) es una especie de ave paseriforme de la familia Sturnidae endémica del Cuerno de África. 

## Distribución y hábitat
Se encuentra en las montañas de Eritrea y Etiopía. Es un habitante de gargantas y acantilados rocosos, entre los 2000 y 3000 m s. n. m.,  también se le encuentra en las inmediaciones de los poblados.